# Terrorismo nuclear
Terrorismo nuclear indica a utilização ou a ameaça de utilização de material radioativo, armas radiológicas ou mesmo armas nucleares, em atos de terrorismo, incluindo ataques a locais onde estejam presentes esses materiais. Algumas definições de terrorismo nuclear incluem a sabotagem de uma instalação nuclear e/ou a detonação de um dispositivo radiológico, coloquialmente chamado de "bomba suja", mas ainda não há consenso. Em termos legais, o terrorismo nuclear é uma crime cometido quando um grupo ou pessoa sem permissão intencionalmente "usa de qualquer tipo de material radioativo ... com a intenção de causar a morte ou ferimentos graves; ou com a intenção de causar danos substanciais à propriedade ou ao meio ambiente; ou com a intenção de obrigar uma pessoa singular ou uma coletividade, uma organização internacional ou um Estado a fazer ou deixar de fazer um ato", de acordo com a Convenção Internacional para a Supressão de Atos de Terrorismo Nuclear, feita em 2005 pelas Nações Unidas.
A possibilidade de que organizações terroristas usem armas nucleares (especialmente as muito pequenas) tem sido uma ameaça retórica e cultura norte-americana. É considerado plausível que terroristas possam adquirir uma arma nuclear.
Em 2011, a agência de notícias britânica, a Telegraph, recebeu documentos vazados pelo WikiLeaks sobre os interrogatórios feitos na Base Naval da Baía de Guantánamo em Khalid Sheikh Mohammed. Os documentos possuem citações de Khalid que diziam que, se Osama bin Laden for capturado ou morto pela Coalizão da Boa-Vontade, uma célula adormecida da al-Qaeda iria detonar uma "arma de destruição em massa" em um "local secreto" na Europa, e prometeu que seria ser "uma catástrofe nuclear".

No entanto, apesar de alguns relatos de roubos e tráfico de pequenas quantidades de material físsil (todos de baixa preocupação, inferior a  categoria III de material nuclear especial), mas não há provas credíveis de que qualquer grupo terrorista jamais tenha conseguido obter a massa crítica necessária de plutônio de material físsil de categoria I necessária para produzir uma arma nuclear.
Durante as escaramuças armênio-azerbaijana de 2020, o Azerbaijão ameaçou lançar ataques com mísseis à usina Central nuclear de Armenia.